# Kościół św. Antoniego Padewskiego w Starym Worowie
Kościół św. Antoniego Padewskiego w Starym Worowie – rzymskokatolicki kościół filialny w Starym Worowie (gmina Złocieniec). Należy do parafii Niepokalanego Poczęcia Najświętszej Maryi Panny w Ostrowicach (dekanat Drawsko Pomorskie, diecezja koszalińsko-kołobrzeska, metropolia szczecińsko-kamieńska).

## Historia
Obiekt szachulcowy z 1689, do rejestru zabytków wpisany pod nr rejestru 234, dnia 16 stycznia 1960. W 1786 powstała wieża i fasada świątyni. Na wieży znajduje się dzwon z 1562, wykonany przez stargardzkiego ludwisarza Joachima Karstede. 

## Wyposażenie
Z pierwotnego wyposażenia zachowały się: empora organowa, fragment posadzki, żeliwny krucyfiks z początku XX wieku, mosiężny świecznik z końca XIX wieku oraz ławy drewniane z XIX wieku.